# Színesfémkohászat
A színesfémkohászat a „nemvasfémek” közül a 4,5 kg/dm³-nél nagyobb sűrűségű fémek metallurgiájával foglalkozik (az ettől könnyebb fémekével a könnyűfémkohászat). Jelen szócikk a réz, a nikkel, az ólom és a cink előállítását ismerteti.

## Rézkohászat
A rézércek túlnyomórészt szulfidos összetételűek, ezekből állítják elő a világ réztermelésének mintegy 80%-át. Az oxidos rézércek elsősorban Afrikában fordulnak elő. A szulfidos ércekben a leggyakoribb ásvány a kalkopirit (CuFeS2), de általában tartalmaznak még piritet (FeS2), galenitet (PbS) és szfaleritet (ZnS). A réztermelés jelentős hányadát, kb. 85%-ot, tűzi úton (pirometallurgiai módszerrel) állítják elő, csekély mértékben hidrometallurgiai módszereket is használnak.

### Pirometallurgiai módszer
A kohászati gyakorlatban a nyersréz előállításának számos módszere alakult ki. Ezek mind a következő alapeljárásokat tartalmazzák:
- Dúsítás. A dúsítás célja a nagyobb rézkoncentrációjú termék előállítása a további feldolgozás számára. Ehhez az ércet finom porrá aprítják, majd flotálással elválasztják az érc jól és rosszul nedvesedő ásványait, azaz az ércet a meddőtől. Az ércet vízzel keverik össze és habképző anyagot adnak hozzá. A zagyon alulról levegőt buborékoltatnak át, így a nem nedvesedő fázis hab formájában felemelkedik, amit könnyen el lehet távolítani. A nedvesedő rész a zagyban marad. A flotáláskor kapott rézben dús anyagot rézszínpornak nevezik (kalkopirites ércek dúsításkor 20% körüli Cu-tartalommal).
- Pörkölés. A pörkölés során a színpor kéntartalmát csökkentik úgy, hogy a szulfidot oxiddá, esetleg szulfáttá alakítják. A műveletet fluidizáló pörköléssel vagy zsugorítószalag alkalmazásával végzik. A számos kémiai reakció közül a legjellemzőbbek:

2CuFeS2 + 6,5O2 = 2CuO + Fe2O3 + 4SO2,
CuFeS2 + 4O2 = CuSO4 + FeSO4.
A kémiai reakciók exotermek (hőtermelők), így a pörkölés folyamata önfenntartó. Az eljárás sebessége a hőmérséklettől és az oxigén-koncentrációtól függ.
- Kéneskő előállítása. A kéneskő a réz előállításának dúsított középterméke: Cu2S·FeS. Pörkölék esetén a művelet olvasztással történik, amelynek során a fölösleges vasat és más elemeket salakba viszik. A kéneskőre olvasztást lángkemencében, ritkábban elektromos vagy aknás kemencében végzik. A por alakú színporokat röptében olvasztással dolgozzák fel.
- Nyersréz előállítása. A kéneskő-olvadékból a réz oxidációval nyerhető ki, ugyanis a kén oxigén iránti affinitása nagyobb, mint a rézé. A műveletet fekvő dobkonverterben végzik. A fő reakció:

3Cu2S + 3O2 = 6Cu + 3SO2.
Vannak olyan eljárások, amelyekkel a színporból közvetlenül nyersrezet lehet előállítani.
- Raffinálás. A 98,5–99,5% tisztaságú nyersrezet (bliszterrezet) az oxigén, a kén és más szennyezők eltávolítása céljából finomítani, tisztítani kell. Ezt általában elektrolitos módszerrel végzik, de alkalmazzák a tűzi raffinálást is. Az elektrolitos raffinálást oldható anódos eljárással végzik, egyenáramú vagy pólusváltásos módszerrel. Az anódot a tisztítandó rézből öntött lemezből készítik, a szennyezőktől mentes réz egy vékony, már tisztított rézkatódon válik ki. Elektrolitként kénsavas réz-szulfát vizes oldatát használják. Az így előállított tiszta rezet katódréznek vagy elektrolitréznek nevezik. Különlegesen nagy tisztaságú réz zónás átolvasztással állítható elő.

### Hidrometallurgiai módszer
A világ réztermelésében a tűzi eljárások alkalmazása a leggyakoribb, a nedves eljárások részaránya mindössze 15% körüli. Főleg a kis réztartalmú oxidos, szulfidos és kevert érceket dolgozzák fel ezzel a módszerrel. A művelet lényege a lúgzás, amelynek során az ércet valamilyen, az érc összetételétől függő lúgzószerben feloldják. A lúgzás megtévesztő elnevezésnek tűnhet, mert a gyakorlatban a lúgzószerek savas kémhatású vegyületek. Az oxidos érceket általában kénsavban oldják, majd az oldatból a rezet valamilyen módszerrel (cementálással vagy anódos elektrolízissel) kiejtik. A szulfidos ércek lúgzása változatosabb lúgzószerekkel történik (például vas(III)-szulfát, sósav, ammónia stb.).

## Nikkelkohászat
A világ nikkeltermelésének nagyobbik része szulfidos ércekből (pentlandit, millerit) vagy arzenides ércekből (nikkelin, rammelsbergit) származik, az oxidos ércekre (garnierit, laterit) mintegy 40% jut. A szulfidos ércek nikkeltartalma nagyobb, ezért gazdaságosabb a feldolgozásuk. A nikkelérceknek általában számottevő a kobalttartalma, ezért – elsősorban hidrometallurgiai módszerek esetén – elválasztják a nikkeltől.

### A nikkel tűzi kohászata
A nikkel szulfidos ércekből való előállításának részfolyamatai emlékeztetnek a réz tűzi kohászatára.
- Dúsítás. Az alapércet rendszerint a bánya területén dúsítják, hogy a feldolgozó üzembe csak a meddőtől megszabadított alapanyagot szállíthassák. A dúsítás aprításból és flotálásból áll. A szelektív flotálás során nemcsak a nikkelszínport, hanem a mindig jelenlévő rézszínport is elkülönítik.
- Pörkölés. A pörkölés során a színpor kéntartalmának 50–70%-át eltávolítják. A pörkölékben a nikkel NiS és Ni3S2, a réz Cu2S, a vas pedig különböző vasoxidok formájában lesz jelen, miközben SO2 keletkezik.
- 'Nyers rezes nikkeleskéneskő előállítása. A művelet eszköze aknás kemence, lángkemence, elektromos kemence vagy fluidizációs kemence lehet. Az eljárás során létrejön a nikkel, réz és vasszulfidokat tartalmazó kéneskő, ami 25–35% nikkelt, 5–8% rezet és 0,8–1,5% kobaltot, 35–45% vasat és ként tartalmaz.
- Finom rezes nikkeleskéneskő előállítása és továbbfeldolgozása. Az előző fázisban előállított kéneskövet konverterbe adagolják, és oxidációs művelettel eltávolítják belőle annak meglehetősen nagy vastartalmát. A finom rezes nikkeleskéneskő továbbfeldolgozási módszere a céltól függ. Konverterezéssel vagy pörköléssel Cu-Ni ötvözet, szegregációs eljárással NiO, esetleg redukáló olvasztással fém nikkel állítható elő.
- Raffinálás. Mivel a nyersnikkel szennyezett, azt meg kell tisztítani. Különösen a kén eltávolítása fontos, mert ez törékennyé teszi a nikkelt. A raffinálás piro- és hidrometallurgiai módszerekkel valósítható meg. A pirometallurgiai raffinálást oxidáló olvasztással valósítják meg, aminek során a szennyezők oxidálódnak és salakba mennek. Elektrolitos módszerrel is raffinálnak nikkelt.

### A nikkel nedves kohászata
A hidrometallurgiai eljárások előnye az, hogy – a pirometallurgiával szemben – lehetővé teszi az értékes kobalt elkülönítését is. A nedves kohászati technológiák részfolyamatai a lúgzás, a fém kinyerése (szinítés) és a raffinálás (a körfolyamat része még a lúgtisztítás és visszajáratás is).
A szulfidos színporokat és kénesköveket autoklávokban 70–80 °C-on ammóniával lúgozzák, miközben a nikkel aminkomplex (Ni(NH3)6SO4) formájában kerül oldatba. A keverékből kifőzik az ammóniát, a réz CuS alakban kiválik. A nikkelt hidrogénes redukcióval ejtik ki. Egy másik eljárás szerint a lúgzószer H2SO4, HCl vagy FeCl3. Van kidolgozott módszer elektrolitos szinítésre is.

## Ólomkohászat
Az ólom meglehetősen ritkán előforduló elem a természetben, ennek ellenére már régóta használja az emberiség. Ismerték az ókori egyiptomiak és görögök, a rómaiak vízvezetékcsöveket készítettek belőle. Az ólom legfontosabb ásványa a galenit (PbS). Feldolgozása három lépésből áll: dúsítás, nyersólom előállítása és raffinálás. Ez a technológiai sor a tűzi feldolgozásra igaz, a nedves kohászati eljárások nem igazán terjedtek el.
- Dúsítás. A dúsítás megvalósítható flotálással és tűzi úton. A flotálást minden esetben megelőzi az aprítás. A szelektív flotálás során a galenit mellett jelenlévő szfaleritet választják el, amihez oldható cinksókat és alkáli-cianidokat használhatnak. Egységes módszer nincs, minden ércféleségre speciális eljárást választanak. Tűzi úton végzett dúsítással az oxidos érceket dolgozzák fel. Az ércet kokszdarával keverve adagolják be a forgódobos kemence felső végén, a betét a kemence forgása közben lefelé hömpölyög (innen az eljárás neve: hömpölyögtető pörkölés). A szén és a szén-monoxid redukálja az ólmot.
- Nyersólom előállítása. Az eljárás során a flotálásból származó színport oxidáló pörköléssel kezelik. A műveletet átszívásos vagy átfúvásos pörkölő szalagos berendezésen végzik. Az ezt követő redukáló olvasztással állítják elő a nyersólmot a PbO + CO = Pb + CO2 kémiai reakció szerint. Az alkalmazott berendezés általában aknás kemence.
- Raffinálás. Mivel a szennyezők az ólmot rideggé, keménnyé teszik, a felhasználás előtt mindenképpen meg kell tisztítani. Ráadásul az ólom szempontjából szennyezőnek számító elemek más szempontból értékesek, kinyerésük ezért is fontos. A raffinálásra szolgáló eljárások igen változatosak, alkalmazzák a tűzi módszereket, az elektrolízist, a frakcionált desztillációt és kristályosítást stb.

## Cinkkohászat
Az egyik legfontosabb cinkásvány a szfalerit (ZnS), ami többnyire keverten fordul elő, más ásványokkal alkot közös ércet. A cinkérc nagyobbik hányadát hidrometallurgiai úton dolgozzák fel, a többit pirometallurgiai módszerekkel. a feldolgozás menete hasonló a többi színesféméhez: dúsítás, nyerscink előállítása, raffinálás.
- Dúsítás. A szulfidos érceket – aprítás után – flotálással dúsítják. Mivel a cink és az ólom majdnem mindig együtt fordul elő, szelektív flotálást kell alkalmazni. Hogy az eljárás gazdaságosabb legyen, alkalmazzák a kollektív flotálást is, amely komplex színporokat eredményez. A flotálást oxidáló pörkölés követi, amelynek során a szfaleritet oxiddá alakítják. Az cink-oxid azért kedvező kiinduló anyag a színfém előállításához, mert szénnel jól redukálható, illetve kénsavban is jól oldódik. A cinkszínporok pörkölése során a mindig jelenlévő kén és vas oxidációs hője fedezi a folyamat hőszükségletét. A műveletet fluidizáló pörkölő kemencékben, a zsugorító pörkölést szalagon végzik.
- Nyerscink előállítása.

-   - Pirometallurgiai módszerrel: a cinket a cink-oxid alakban tartalmazó színpor redukciójával állítják elő. Redukálásra szenet használnak, de a redukció csak a cink forráspontjánál nagyobb hőmérsékleten megy végbe. A nyerscink előállításának első lépése a redukáló illósítás, második lépés a kondenzáltatás. A redukálást ferde tokokban vagy függőleges retortában végezhetik. Egy másik eljárás az elektrotermikus desztillálás, amelynek a hőszükségletét a betét ellenállásának felhasználásával biztosítják. A berendezésből távozó cinkgőzt külön álló kondenzátorban csapatják le. A jellemző reakció:

ZnO + 0,5(1+x)C = Zn + xCO + 0,5(1–x)CO2.
-   - Hidrometallurgiai módszerel: a kiinduló anyag oxidos cinkszínport kénsavban oldják. A kénsavas lúgzás során ZnSO4 keletkezik, az oldat vastartalmát pedig kiejtik. A cink-szulfát oldatból a cinket ezután oldhatatlan anódos elektrolízissel választják ki. Az elektrolízis bruttó reakciója:

ZnSO4 + H2O = Zn + H2SO4 + 0,5O2.
- Raffinálás. A tűzi kohászati módszerekkel előállított nyerscink 1–5% szennyezőt tartalmaz, ezért az így gyártott cinket meg kell tisztítani. Erre a csurgató olvasztásos eljárást, vagy a frakcionált desztillálást használják.